# C'est La Vie/Hallowed Be Thy Name
C'est La Vie/Hallowed Be Thy Name è l'edizione francese del secondo singolo di Greg Lake, pubblicata dalla Atlantic (catalogo 10.955) nel maggio 1977.

## Il disco
Questa edizione, totalmente estratta dall'album Works Volume 1 – uscito il 25 marzo del 1977 –, racchiude due brani scritti da Greg Lake (musica) e Peter Sinfield (testo).
Mentre l'edizione italiana e l'originale (quest'ultima non è né italiana, né francese) hanno, rispettivamente, come B-side i brani Brain Salad Surgery e Jeremy Bender – che sono opera di tutto il trio ELP –, questa edizione (come pure quella turca) è totalmente da solista.

## Tracce

### Lato A
1. C'est La Vie – 4:20

### Lato B
1. Hallowed Be Thy Name – 4:38

## Musicisti

### Accreditati
- Greg Lake – basso[3], chitarra acustica[4], voce
- Orchestre de l'Opéra de Paris – diretta da Godfrey Salmon

### Non accreditati
- Keith Emerson – fisarmonica[4], pianoforte[3]
- Carl Palmer – batteria[3]